# Olga Litzenberger
Olga Litzenberger (vollständig: Olga Andrejewna Litzenberger; * 1971 in Saratow, Russische SFSR) ist eine russlanddeutsche Historikerin und seit 2019 wissenschaftliche Mitarbeiterin am Bayerischen Kulturzentrum der Deutschen aus Russland (BKDR) in Nürnberg. Ihre Forschungsschwerpunkte sind die Geschichte der deutschen Siedlungen an der Wolga sowie die Geschichte der römisch-katholischen und evangelisch-lutherischen Kirche in Russland.

## Leben
Litzenberger wuchs in Saratow in einer wolgadeutschen Familie auf. Sie studierte von 1988 bis 1993 Geschichte an der Staatlichen N.-G.-Tschernyschewski-Universität Saratow (Abschluss als Historikerin und Geschichtslehrerin). Von 1993 bis 1997 absolvierte sie ein Promotionsstudium an derselben Universität und promovierte 1997 zum Thema „Die evangelisch‑lutherische Kirche und der Sowjetstaat (1917–1938)“. 1995–1997 setzte sie ihr Studium am Seminar für Osteuropäische Geschichte der Universität Köln bei Andreas Kappeler fort. Von 1997 bis 2000 studierte sie Rechtswissenschaft an der Wolga‑Akademie für öffentliche Verwaltung (Abschluss mit Auszeichnung).
Von 2001 bis 2005 war sie Doktorandin an der Staatlichen Universität Saratow und habilitierte 2005 mit einer Arbeit über „Die römisch‑katholische und evangelisch‑lutherische Kirche in Russland: eine vergleichende Analyse der Wechselbeziehungen zu Staat und Gesellschaft (18. Jahrhundert bis Anfang des 20. Jahrhunderts)“. Von 1998 an lehrte sie an der Wolga‑Akademie für öffentliche Verwaltung, 2008–2017 als Professorin, Bereichs‑ bzw. Institutsleiterin und Prorektorin für internationale Beziehungen am P.-A.-Stolypin‑Verwaltungsinstitut (Saratow).
Im September 2017 siedelte sie mit ihrer Familie nach Deutschland über. Seit Mai 2019 ist sie wissenschaftliche Mitarbeiterin des BKDR in Nürnberg.
Litzenberger veröffentlichte über 300 wissenschaftliche Arbeiten (darunter zahlreiche Beiträge zu mehrbändigen Lexika) und konzipierte u. a. die BKDR‑Wanderausstellungen „Das Religionsleben der Russlanddeutschen: Lutheraner“ und „Das Religionsleben der Russlanddeutschen: Katholiken“ (2020). Sie trat als Referentin bei internationalen Fachtagungen auf und war Mitglied verschiedener wissenschaftlicher Gremien, u. a. des Expertenrats der Höchsten Attestierungskommission der Russischen Föderation (2013–2016). Prof. Dr. Olga Litzenberger ist die Vorsitzende des Historischen Forschungsvereins der Deutschen aus Osteuropa e.V.

## Forschungsschwerpunkte
- Geschichte der deutschen Siedlungen an der Wolga
- Religions‑, Kirchen‑ und Rechtsgeschichte (römisch‑katholische und evangelisch‑lutherische Kirche in Russland)
- Geschichte und Kultur der Russlanddeutschen

## Publikationen (Auswahl)
Monografien
- Deutsche evangelische Siedlungen an der Wolga. Nürnberg: Historischer Forschungsverein der Deutschen aus Russland e. V., 2013 (= Russlanddeutsche Zeitgeschichte, Bd. 11), 704 S., ISBN 978‑3‑9807701‑0‑1.
- Deutsche katholische Siedlungen an der Wolga. Nürnberg: Historischer Forschungsverein der Deutschen aus Russland e. V., 2018, 675 S., ISBN 978‑3‑9820386‑0‑5.
- Historisches Ortslexikon der Wolgadeutschen. Band 3: G–H. Nürnberg: BKDR‑Verlag, 2024, 356 S., ISBN 978‑3‑948589‑23‑3.
- Evangelisch‑lutherische Kirche und Sowjetstaat (1917–1938). Moskau: Gotika, 1999, 432 S. (russ.).
- Die römisch‑katholische Kirche in Russland: Geschichte und Rechtsstellung. Saratow: Wolga‑Akademie für öffentliche Verwaltung, 2001, 384 S. (russ.).
- Evangelisch‑lutherische Kirche in der russischen Geschichte (16.–20. Jh.). Moskau: Stiftung „Lutheranisches Kulturerbe“, 2004, 544 S. (russ.).
- Geschichte der deutschen Siedlungen an der Wolga. Teil 1: Lutheraner A–M. Saratow, 2011, 428 S. (russ.).
- Geschichte der deutschen Siedlungen an der Wolga. Teil 2: Lutheraner N–Ja. Saratow, 2013/2011, 472 S. (russ.).

Beiträge (Auswahl)
- Religion und Kirche. In: Deutsche in der russischen Geschichte. Bildband zur Wanderausstellung zum 250‑jährigen Jubiläum der Übersiedlung der Deutschen nach Russland. Moskau 2012, S. 221–263.
- Die deutschen Lutheraner in Kasachstan In: Gedenkbuch Kasachstan. Nürnberg 2013, S. 52–67.

## Auszeichnungen (Auswahl)
- Ehrenabzeichen der Russischen Akademie für öffentliche Verwaltung „für herausragende wissenschaftliche Leistungen“ (2005)
- Ehrenmedaille des Föderalen Statistikdienstes der Russischen Föderation „Für Verdienste bei der Durchführung der Volkszählung 2010“ (2012)
- P.-A.-Stolypin‑Medaille (2012)